# 木全公彦
木全 公彦（きまた きみひこ、1959年 - ）は、日本の映画評論家、ライター。

## 人物・来歴
愛知県名古屋市生まれ。

## 著作

### 単著
- 『スクリーンの裾をめくってみれば 誰も知らない日本映画の裏面史』作品社  2018
- 『異能の日本映画史』彩流社 2019

### 共編著
- 『映画読本・成瀬巳喜男―透きとおるメロドラマの波光よ』田中真澄,阿部嘉昭, 丹野達弥共編 フィルムアート社、1995
- 『大人になったのび太少年』林公一, 木全公彦 著 宝島社  1999  のち文庫
- 『映画読本・清水宏―即興するポエジー、蘇る「超映画伝説」』田中真澄, 佐藤武,佐藤千広共編 フィルムアート社 2000
- 『映画業界で働く』谷岡雅樹共著 ぺりかん社(なるにはbooks 補巻 8) 2006